# Hakob Tonoyani anvan Sowpergavat' 2006
La Hakob Tonoyani anvan Sowpergavat' 2006 è stata la nona edizione della supercoppa armena di calcio.
Il P'yownik vincitore del campionato venne sfidato dal Mika Ashtarak vincitore della coppa.
L'incontro, che si giocò il 27 maggio 2006 nella capitale Erevan, venne vinto dal Mika Ashtarak, al suo primo titolo.

## Tabellino
| Erevan 27 maggio 2006                                                                                 | Mika Ashtarak | 3 – 2                      | P'yownik | Stadio Repubblicano Vazgen Sargsyan (500 spett.) |
| \| \| \| \| \| Shahgeldyan 18’ 59’ (rig.) Oganesyan 24’ \| Marcatori \| 29’ Mkrtchian 62’ Pačaǰyan \| |               |                            |          |                                                  |
| |               |                            |          |                                                  |
| Shahgeldyan 18’ 59’ (rig.) Oganesyan 24’                                                              | Marcatori     | 29’ Mkrtchian 62’ Pačaǰyan |          |                                                  |